# Marinus van den Berg
Marinus van den Berg (Wijhe, 25 februari 1947) is priester, verpleeghuispastor, en daarnaast actief als spreker en publicist over thema’s als afscheid, rouw en verlies en zorg. Van Den Berg heeft tientallen boeken gepubliceerd en is spreker op lezingen en symposiums. 

## Loopbaan
Van Den Berg bezocht het kleinseminarie te Zenderen en studeerde aan de Katholieke Theologische Hogeschool Utrecht en aan de Yale-universiteit in New Haven (Verenigde Staten). Nadat hij acht jaar pastor in het verpleeghuis Randerode in Apeldoorn was geweest, werd hij in 1984 pastoraal vormingswerker voor de gezondheidszorg in Almelo. Een functie die hij vijftien jaar uitoefende. Sinds 1998 is hij geestelijk verzorger in Antonius IJsselmonde te Rotterdam en sinds 2008 bij het regionaal palliatief centrum Cadenza te Rotterdam. In 2015 ging Marinus met Emeritaat (pensioen). In 2020 Interim geestelijk verzorger in revalidatie centrum Intermezzo te Rotterdam t.d.v Covid-19 patiënten. Marinus geeft nu nog regelmatig lezingen.